# Fabio Ursillo
Fabio Ursillo (* Ende 17. Jahrhundert in Rom; † 1759 Tournai) war ein italienischer Komponist und Lautenist bzw. Theorbist.

## Leben
Ursillo hielt sich um 1720 in Rom auf. Kurze Zeit später begegnete er dort oder in Neapel, dem Grafen Franz Ernst von Salm-Reifferscheidt (1698–1770). Als dieser 1725 Bischof von Tournai wurde, blieb er in dessen Diensten. Ursillo wechselte häufig seine Stellen, so wirkte er ab 1730 in Frankreich, kam 1733 wieder in die Dienste des Bischofs von Tournai, war ab 1744 am Hof von Württemberg tätig, um ab 1746 wieder in Tournai zu wirken. Der Bischof garantierte ihm ab diesem Zeitpunkt ein Jahresgehalt.
Er komponierte unter anderem drei Konzerte für die Theorbe und eines für die Gitarre.

## Werke
- 6 Sonate da camera für Flöte und B.c. op. 1 (Paris, 1731)
- 6 Triosonaten für Flöte, Violine und B.c. op. 2 (Paris, 1737) unter dem Titel Six sonates en trio Pour le Violon Flûte Et Basse continüe Dediées A S.A.R. La Princesse d’Oranges Oeuvre 2e, Paris, 1737
- 6 Triosonaten für 2 Violinen und Cello op. 3 (Amsterdam, 1748)
- 6 Triosonaten 2 Violinen und B.c. op. 5 (Paris, o. D.)
- 6 Triosonaten, 2 Violinen und B.c. (London, 1756)
- Symphonien
- Flötensonaten (Amsterdam, 1748) und (Amsterdam, 1758) (Durch Fétis erwähnt)
- Flöten Sonaten, Concerti grossi, Fantasien für Theorbe